# Принц, Вольфганг Каспар
Во́льфганг Ка́спар Принц (нем. Wolfgang Caspar Printz, 10 октября 1641, Вальдтурн, Верхний Пфальц — 13 октября 1717, Зорау) — немецкий историк и теоретик музыки, музыкальный писатель.

## Очерк биографии
Изучал элементарную теорию музыки у К.Хаммера (в Фоэнштраусе). Продолжил обучение в Вайдене у кантора В.Альтуса и органиста И.К.Метца. В 1659-61 студент теологического факультета в Альтдорфском университете (не окончил). В 1661 году недолго пел в придворной капелле Гейдельберга. В том же году отправился в долгое путешествие по Италии. В Риме познакомился и сблизился с А.Кирхером, испытал большое впечатление от его коллекции музыкальных кунштюков. В 1662-64 гг. капельмейстер при дворе герцога Леопольда фон Промница в Зорау. В 1664-65 — кантор в Трибеле, с 1665 до конца жизни кантор в Зорау, а с 1682 также — капельмейстер при дворе графа Эрдмана фон Промница, с 1703 — его сына Эрдмана II фон Промница. Яркий биографический очерк о Принце написал И. Маттезон.

## Очерк творчества
В музыкальной науке и особенно в музыкальной поэтике испытал большое влияние Афанасия Кирхера, на которого неоднократно ссылался. Наиболее значительный и объёмный труд Принца — «Фринид Митиленский, или Сатирический композитор», был опубликован тремя отдельными томами в Кведлинбурге в 1676-79 гг., а в 1696 году переиздан в Дрездене и Лейпциге. Книга Принца «Историческое описание благородного искусства вокальной и инструментальной музыки», напечатанная в Дрездене в 1690 г., считается «первой большой историей музыки в Германии». В трактате «Музыкальный компендий» (1668, на латинском языке) выдвинул идею различных по тяжести, «внутренне ощущаемых» (никак не нотируемых) ритмических акцентов (лат. quantitas intrinseca), которые позднейшими теоретиками были осознаны как базовая особенность тактовой метрики. В 1687–1689 годах опубликовал серию из 9 небольших трактатов «Тщательные музыкальные теоретические и практические упражнения», где 8 выпусков посвящены восьми консонансам, а 9-й выпуск (Prodromus) в виде 14 «аксиом» (axiomata) и 35 «теорем» (theoremata) описывает математические основания интервалов и условия их применения в музыке.
Принц утверждал, что является автором «150 полномасштабных концертов и 48 канцонетт», однако, никаких следов его композиторской активности не сохранилось.

## Сочинения

### Труды по теории и истории музыки
- Compendium musicae in quo breviter <...> explicantur <...> omnia ea quae ad Oden artificiose componendam requiruntur // Краткий музыкальный компендий, в котором разъясняется всё необходимое для искусного сочинения песен (Guben, 1668; на латинском языке)
- Anweisung zur Singe-Kunst, oder Kurzer Bericht wie man einen Knaben <...> könne singen lehren (Guben, 1671) // Наставление в певческом искусстве, или Краткое сообщение о том, как научить пению ребенка
- Musica modulatoria vocalis, oder Manierliche und zierliche Sing-Kunst (Schweidnitz, 1678) // Вокальная музыка, или Нарядное и изящное искусство пения
- Declaration oder Weitere Erklärung der Refutation des Satyrischen Componistens (s.l., 1679) [ответ на критику трактата Принца «Фринид», опубликованную анонимно в 1678 году]
- Phrynis Mitilenaeus, oder Satyrischer Componist, welcher <...> die Fehler der ungelehrten <...> Componisten höflich darstellet. Quedlinburg, 1676–79 (части I-III); Dresden; Leipzig, 1696 (издание всех частей в одной книге) // Фринид Митиленский, или Сатирический композитор, который вежливо указывает на ошибки неграмотных композиторов
- Compendium musicae signatoriae et modulatoriae vocalis, das ist Kurtzer Begriff aller derjenigen Sachen, so einem, der die Vocal-Music lernen will, zu wissen von nöthen seyn // Музыкальный компендий (Dresden, 1689; на немецком языке)
- Exercitationes musicae theoretico-practicae curiosae de concordantiis singulis, das ist Musicalische Wissenschaft und Kunst-Übungen: von Jedweden Concordantien, in welchen Jeglicher Concordantz Natur und Wesen, Composition, eigentlicher Sitz, Production, Continuation ... erkläret, und beschrieben werden. Bde. i–iii (Frankfurt & Leipzig, 1687); iv–v (Frankfurt & Leipzig, 1688); vi–viii (Frankfurt & Leipzig, 1689); Prodromus (Dresden, 1689) // Тщательные музыкальные теоретические и практические упражнения в каждом из консонансов (все на немецком языке)
- Historische Beschreibung der edelen Sing- und Kling-Kunst (Dresden, 1690) // Историческое описание благородного искусства вокальной и инструментальной музыки

### Музыкальные романы
- Musicus vexatus, oder Der wohlgeplagte doch nichtverzagte, sondern jederzeit lustige Musicus instrumentalis (Freiberg, 1690) // Побитый жизнью и всё же не растерявшийся и веселый музыкант-инструменталист
- Musicus magnanimus, oder Pancalus, der grossmüthige Musicant (Freiberg, 1691) // Великодушный музыкант Панкал
- Musicus curiosus, oder Battalus, der vorwitzige Musicant (Freiberg, 1691) // Пытливый музыкант Баттал